# Leonid Zaikó
Leonid Zaikó   (Sovétskaia Gàvan, 15 de febrer de 1948) és un jugador de voleibol i entrenador rus, ja retirat, que va competir sota bandera de la Unió Soviètica durant la dècada de 1970.
El 1972 va prendre part en els Jocs Olímpics de Múnic, on guanyà la medalla de bronze en la competició de voleibol.
En el seu palmarès també destaca una medalla de plata al Campionat del Món de voleibol de 1974 i una d'or al Campionat d'Europa de voleibol de 1971. A nivell de clubs jugà al CSKA de Moscou, amb qui guanyà sis lligues soviètiques (1971-1976) i tres edicions de la Copa d'Europa (1973, 1974 i 1975).
Un cop retirat passà a exercir d'entrenador en diferents equips soviètics. Entre 1977 i 1986 ho fou de l'equip masculí del CSKA, amb qui es proclamà vuit vegades campió de la lliga soviètica, i el 1986 ho passà a fer a l'equip femení del CSKA. Amb ell guanyà la Recopa CEV de 1998 i la Copa de Rússia el 1998 i el 2001. Entre el 2005 i el 2008 va ser l'entrenador de l'equip femení del Dinamo de Moscou, amb qui guanyà la lliga russa de 2006 i 2007.